# Istituto di design di Kyūshū
L'Istituto di design di Kyūshū (九州芸術工科大学?, Kyūshū Geijutsu Kōka Daigaku) è una delle più prestigiose università nazionali giapponesi, situata a Fukuoka. Fondata nell'aprile del 1968, combina le discipline dell'architettura, del design industriale, visual design, design acustico e dell'art and information design.
Nell'ottobre 2003, è diventata la Kyushu University's Graduate School of Design. Fino al 2005, tuttavia, tutti i laureati hanno ricevuto diplomi dell'Istituto di design di Kyūshū.